# ケネス・シーヴァートセン
ケネス・シーヴァートセン（Kenneth Sivertsen、1961年1月16日 - 2006年12月24日）は、ノルウェーの音楽家、詩人、コメディアン。
シーヴァートセンは、マイケル・ブレッカー、マイク・マイニエリ、トニー・レヴィン、ボブ・ミンツァーなどの著名なジャズ・ミュージシャンと一緒に活動した。
2005年、ローガラン県ハウゲスンで転落事故を起こし、脳へ大きな損傷を負った。この事故以降、死までの時間を様々な病院とリクリエーションセンターで過ごすことになる。
2006年12月24日、脳外傷による合併症のため、ベルゲン市内の病院で亡くなった。45歳だった。

## ディスコグラフィ

### リーダー・アルバム
- Einsamflygar (1983年、Kirkelig Kulturverksted)
- Amalgamation (1985年、Hot Club Records)
- Spør Vinden (1988年、NorCD)
- Flo (1990年、Kirkelig Kulturverksted)
- 『リメンバリング・ノース』 - Remembering North (1993年、NorCD)
- High Tide (1994年、Nimis)
- Den Lilla Kvelven (1995年、Nimis) ※with ヨン・フォッセ
- Draumespor (1996年、Norsk Plateproduksjon)
- Brytningstid (1997年、Nimis)
- Melk Og Honning (1998年、Kirkelig Kulturverksted)
- One Day In October (1998年、Nimis)
- Blod & Bensin (2000年、Edel)
- Fløyel (2004年、Noble)[3][4]

### 作曲家としてのアルバム
- Steingarden (2002年、Vest-Norsk Plateselskap) ※Hansakvartetten演奏
- Philharmonica (2005年、Pro Musica) ※「Søkjer din fred」ソロイスト、シグムンド・グローヴン (ハーモニカ) with ノルウェー放送管弦楽団、クリスティアン・エッゲン指揮
- Dragning (2014年、Amethyst Records) ※ケネス・シーヴァートセンの管弦楽を5曲収録: 「Dragning」「For ope hav」「Døtrene」「Largo」「Brevet til Loise」[5][6]